# Decca Records
Decca Records es una compañía discográfica británica con sede en Londres, especializada en música popular, clásica y jazz. Fue fundada en 1929 por Edward Lewis.

## Historia
El nombre de "Decca" hace referencia a un modelo de gramófono portátil llamado Decca Dulcephone, patentado en 1914 por un constructor de instrumentos musicales llamado Barnett Samuel & Sons de Finsbury, Londres. En nombre Decca fue acuñado por Wilfred S. Samuel a través de la mezcla de Mecca (Meca) y la D inicial de su logo Dulcet, o su marca de registro, Dulcephone. Esta empresa de distribución de instrumentos musicales había sido fundada en Westminster en 1832 por Henry Solomon. Barnett Samuel se hizo cargo de la parte musical del negocio en 1860-61, y a principios del siglo XX comercializaba discos y "máquinas parlantes", además de instrumentos. En 1912 también fabricaba discos con los sellos Odeon, Fonotipia y Jumbo. Tras la Primera Guerra Mundial la firma se concentró en los gramófonos y los instrumentos. En 1928 cuando la familia Samuel se retiró del negocio, se creó la "Decca Gramophone Company Ltd"; sus acciones fueron adquiridas al año siguiente por la "Decca Record Company Ltd", que también compró la fábrica de discos de New Malden, al suroeste de Londres, de la empresa Duophone.
En 1931 Edward Lewis, el corredor de bolsa que había organizado la venta, se incorporó al consejo y se convirtió en presidente. Pronto firmó un contrato en exclusiva con Jack Hylton, el primer éxito sustancial en el campo popular, el ámbito en el que era principalmente activa antes de la Segunda Guerra Mundial. En 1932 compró los derechos de parte del catálogo estadounidense de Brunswick Records, entre cuyos artistas figuraban Duke Ellington, Mills Brothers, Bing Crosby y Al Jolson. En 1937 Vocalion, que grabó a Billie Holiday y a los pequeños grupos de Ellington, pasó a formar parte del catálogo cuando Decca adquirió Crystalate, cuyas Swing Series continuaron hasta 1940. También compró Melotone Records y Edison Bell Records. En 1939 Decca era la única compañía discográfica del Reino Unido, aparte de EMI. En 1934 se funda una rama estadounidense de la firma, que rápidamente se convirtió en una de las grandes discográficas en el deprimido mercado estadounidense gracias a su lista de artistas, especialmente debido a Bing Crosby y a la astuta dirección del mánager original de Brunswick Records, Jack Kapp. Los artistas que firmaron por Decca en los 30 y los 40 incluyen a Louis Armstrong, Count Basie, Billie Holiday, The Andrews Sisters, Ted Lewis, Judy Garland, Mills Brothers, Billy Cotton, Guy Lombardo, Chick Webb, Bob Crosby, Jimmy Dorsey, Connee Boswell y Jack Hylton. En 1942 publicó la canción "White Christmas" de Bing Crosby, convirtiéndose en el sencillo de mejores ventas hasta 1997. En 1944 publicó un álbum con casi todas las canciones del disco Oklahoma! de Rodgers y Hammerstein, interpretado por la misma banda que aparecía en los teatros de Broadway, y la orquesta y director del show con sus arreglos musicales y vocales. El gran éxito del álbum fue seguido por las grabaciones de Carousel y Annie Get your Gun de Irving Berlin, ambos con los miembros originales del musical y con los arreglos musicales y vocales de los mismos. Desafortunadamente debido a las limitaciones de las grabaciones de discos de 78 RPM, ninguna de estas canciones fue grabada completa y los primeros discos de Broadway eran incluso más cortos que los hechos tras la introducción del LP. Pero utilizando este método de grabación en los musicales de Broadway Decca hizo historia e influyó en la grabación de música en vivo en Estados Unidos (estos álbumes eran comunes en Reino Unido, pero nunca se había probado la fórmula en los Estados Unidos). Columbia Records comenzó a editar estos álbumes en 1946, con su revival del Show Boat y RCA la seguiría en 1947 con Brigadoon. En los 50 ya muchas compañías discográficas que editaban álbumes de shows de Broadway, lo hacían con sus agrupaciones originales. En 1954 la rama estadounidense publicó "Rock around the Clock", de Bill Haley & His Comets; producido por Milt Gabler, la grabación tuvo un inmediato y moderado éxito, pero cuando se utilizó como canción temática para la película de 1955 Blackboard Jungle, se convirtió en un éxito internacional del rock and roll, y la primera grabación de ese tipo que se convertía en n.º. 1 en las listas norteamericanas. De acuerdo con el Libro Guinness de los récords alcanzó a vender 25 millones de copias, volviendo a las listas norteamericanas y británicas entre 1955 y 1974.
A partir de finales de los 40, la rama estadounidense de la firma alcanzó una considerable lista de artistas, incluyendo a Kitty Wells, Johnny Wright, Ernest Tubb, Webb Pierce, The Wilburn Brothers, Bobbejaan Schoepen y Red Foley. A finales de los 50 Patsy Cline firmó con la rama estadounidense del sello, proveniente de 4 Star Records. El contrato de Patsy era propiedad de 4 Star Records, aunque ella grababa para Decca; como tal, grabó un álbum, recibiendo muy poco dinero por él. Como resultado, Patsy firmaría con la compañía, publicando dos álbumes con ésta antes de su muerte, en un accidente aéreo en 1963. The Wilburn Brothers firmaron un contrato de por vida. Doyle Wilburn obtuvo un contrato discográfico para Loretta Lynn a principios de los 60 y se extendió varias décadas. También fue la primera discográfica para la que grabó Gary Glitter, bajo el nombre de Paul Raven.
RCA rompió su unión de por vida con HMV en 1957, lo que le permitiría publicar los discos de Elvis Presley en el Reino Unido bajo el sello RCA. La rama británica perdió varias oportunidades. En 1960 rechazaron publicar "Tell Laura I Love Her" de Ray Peterson e incluso destruyeron miles de copias del sencillo. Una versión de Ricky Valance fue editada por EMI a través de Columbia, copando las listas británicas durante tres semanas. En 1962 rechazaron a The Beatles para grabar a un conjunto local llamado The Tremeloes. Dick Rowe, jefe de la división de música popular, dijo de The Beatles que "no nos gusta su sonido y esa música de guitarra está en decadencia". Claramente es un error histórico. Notables rechazos posteriores incluyen a The Yardbirds y Manfred Mann. Irónicamente, rechazar a The Beatles les llevó indirectamente a firmar con The Rolling Stones, uno de los mayores artistas de la compañía en los años 60. Dick Rowe era jurado de un concurso de jóvenes talentos junto a George Harrison cuando este último le mencionó que debería echar un vistazo a los Stones, cosa que hizo semanas después, firmándoles un contrato. También perdió la oportunidad de editar en Estados Unidos cuando Atlantic Records cambió la distribución en Reino Unido a Polydor Records en 1966 para que Atlantic tuviera acceso a artistas británicos no distribuidos por la firma. 
Los años 1970 fueron desastrosos para la compañía. The Rolling Stones abandonaron en 1970, seguidos por otros artistas. Muchos de los contratos con otros sellos comenzaron a vencer y RCA abandonó la compañía, obligándola a establecer su propia oficina en el Reino Unido en 1971. The Moody Blues fueron los únicos artistas internacionales de rock que permanecieron. Aunque Decca había fundado en 1966 los primeros sellos británicos progresivos, Deram Records, en 1977 con el estallido del punk había quedado relegado como un sello clásico que únicamente editaba éxitos pop esporádicos como John Miles, curiosidades como un álbum de Los Pitufos (Father Abraham and the Smurfs) y producciones del asociado Jonathan King. Se convirtió en un sello de último recurso, dependiente de su catálogo.